# Domvallier
Domvallier – miejscowość i gmina we Francji, w regionie Grand Est, w departamencie Wogezy.
Według danych na rok 1990 gminę zamieszkiwało 136 osób, a gęstość zaludnienia wynosiła 42 osób/km² (wśród 2335 gmin Lotaryngii Domvallier plasuje się na 909. miejscu pod względem liczby ludności, natomiast pod względem powierzchni na miejscu 1157.).